# 육탄 10용사
육탄 10용사(肉彈十勇士)는 대한민국의 군인이다. 1949년 5월 4일, 개성 송악산에서 자폭 공격을 하여 조선인민군 육군 특화점을 폭파시키는 전공을 세웠다. 정부는 고인들의 공훈을 기려 추서 특진과 함께 을지무공훈장을 추서했다. 또한 육군은 2001년부터 전투부대 중에서 모범 부사관에게 주어지는 최고의 영예인 '육탄 10용사상'을 제정하여 이들의 정신을 계승하고 있다.

## 명단[1]
| 하사관 교육대에서 특공대로 선발 된 제1소대 제1분대 9명 |                        |                           |
| 이름                                                   | 계급(군번)             | 출생지                    |
| 서부덕(徐富德)                                         | 이등상사(군번 5300845) | 전남 광산군 송정읍        |
| 김종해(金鍾海)                                         | 일병(군번 1202799)     | 경기 화성군 동탄면 반송리 |
| 윤승원(尹承遠)                                         | 일병(군번 1202458)     | 경기 화성군 태안면 안녕리 |
| 이희복(李熙福)                                         | 일병(군번 5303294)     | 경기 화성군 반월면 송달리 |
| 박평서(朴平緖)                                         | 일병(군번 1304570)     | 전남 나주군 공산면 남창리 |
| 황금재(黃金載)                                         | 일병(군번 1304570)     | 전북 익산군 용안면 법성리 |
| 양용순(梁用順)                                         | 일병(군번 1109843)     | 함북 경원군 안농면 토성리 |
| 윤옥춘(尹玉春)                                         | 일병(군번 1202119)     | 충남 대전시 덕진동        |
| 오제룡(吳濟龍)                                         | 일병(군번 1301256)     | 전북 임실군 삼계면 삼계리 |

| 이름           | 계급(군번)         | 출생지                        |
| -------------- | ------------------ | ----------------------------- |
| 박창근(朴昌根) | 하사(군번 5363327) | 전라남도 완도군 노화읍 동천리 |

## 상세

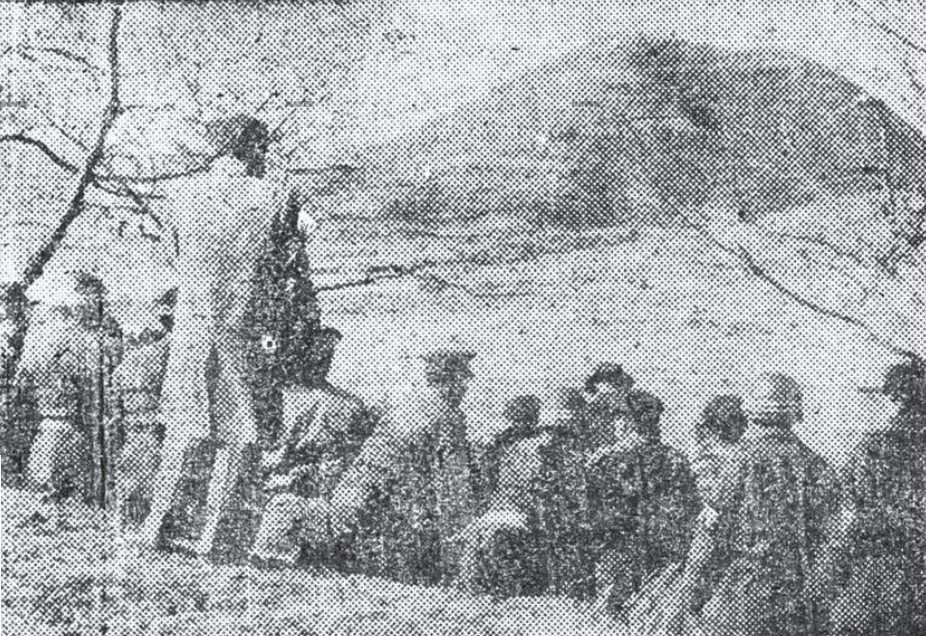
송악산 5.4 전투가 있기 석 달 전, 『동아일보』(1949년 2월 22일)에 보도된 송악산의 전경, 유엔한국위원회 위원들과 기자들, 국군 제1사단 장병들이 긴장이 조성되던 38도선을 살피고 있다.

### 이전상황
육탄 10용사 특공대원들은 국군 제1사단 제11연대 하사관 교육대의 피교육생들이었다. 당시 육군에는 별도의 하사관 양성기관이 없었고, 각 연대·사단이 하사관 교육대를 두어 자체적으로 소속 하사관 및 병에게 보병전투 위주의 보수 교육을 실시했다. 그러나 38도선을 경비하는 부 대에게는 이러한 필수적인 교육 훈련조차 막중한 부담이었다. 이들에게 38도선은 이미 전쟁터나 다름없었기 때문이다.
제11연대는 당시 개성 일대의 38도선을 경비하는 부대였다. 개성은 일찍이 고려의 수도였던 지역답게 교통과 상업이 두루 발달했으며, 북쪽에서 바라봤 을 때 서울로 향하는 관문에 해당했다. 그러나 1949년 1월 5일, 경기도 수원에 주둔 중이던 제11연대가 미 제7사단 제32연대로부터 개성 일대의 경비를 인수 받았을 당시 개성시를 방어하기 위한 시설은 거의 전무한 상태였다. 연대장 최경록 중령은 서둘러 진지를 구축해 방비를 강화했지만, 연대 병력만으로 연안(延安)에서 청단(靑丹)까지 84킬로미터에 달하는 정면을 방어하는 것은 매우 어려운 일이었다. 따라서 연대의 진지 구축 노력은 38도선상에 걸쳐서 개성 시 가지를 내려다보는 감제고지인 송악산(488고지)과 그 자락을 따라 동쪽에 위치한 292고지에 집중되었다.

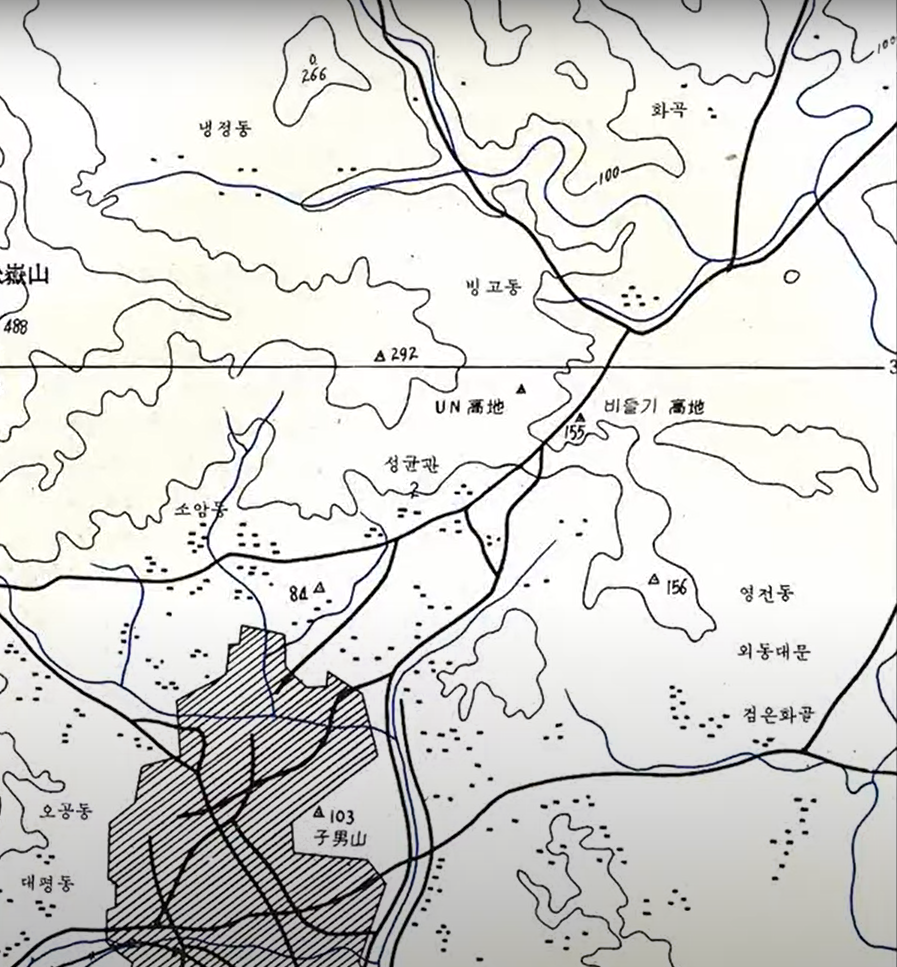
292고지(38도선에 위치하고 있으며, 현재 조선민주주의인민공화국의 개성특별시에 위치해 있다.)

그러던 1949년 5월 3일, 수백 명 규모의 조선인민군이 292고지의 남측 경사면, 즉 38도선 이남 100미터 위치에 진지를 구축하고 있던 한국군에게 기습 공격을 가해 왔다. 이것이 훗날 송악산 5.4전투라 불리게 될 대규모 군사 충돌의 시작이 었다. 이는 1948년 8월 정부 수립 이후 계속된 38도선상에서의 군사 충돌 중 가장 큰 규모의 충돌이었다. 조선인민군의 기습 공격을 받은 제11연대는 292고지를 방어할 여력이 없었다. 당시 연대 예하의 3개 대대 중 제1대대는 문산에서 신병교육을, 제3대대는 제5연대에서 파견 임무를 수행하고 있어 오직 제2대대(대대장 김종훈 소령)만이 방어 임무를 수행할 수 있었기 때문이다. 이날 제2대대는 조선인민군의 기습 공격으로 292고지뿐 아니라 그 남쪽의 유엔고지, 비둘기고지를 연이어 상실했다. 개성이 위협에 처하자 연대장은 즉시 문산에서 교육 중인 제1대대의 제3·4 중대를 불러들여 제2대대에 증원하는 한편, 연안 방면으로 훈련을 나간 하사 관 교육대(대장 김영직 대위)를 개성으로 복귀시켰다.
당시 하사관 교육대 피교육생 160여 명은 전투가 있기 전날, 졸업 전 마지 막 행군 훈련을 위해 주둔지를 떠나 있던 상황이었다. 병력이 부족한 상황에서 하사관 교육대는 연대가 즉시 투입할 수 있는 유일한 예비 부대였다. 다음 날인 5월 4일 06시, 연대는 미명을 이용해 빼앗긴 고지들을 되찾기 위해 반격을 시작했다. 제2대대 제7중대와 제1대대 제3·4중대는 전선의 정면에서, 하사관 교육대는 신관지서 후방에서 각각 공격을 개시했다. 연대 소속 포 병중대와 영등포의 제6포병대대, 2개 대전차포중대까지 가세해 화력을 지원하는 대규모 공격이었다. 그러나 오전 11시 30분경, 제2대대는 많은 인명 피해를 입으며 고지의 7부 능선에서 돈좌되고 말았다. 고지의 경사가 급해 공격이 어 려웠을 뿐만 아니라, 조선인민군이 고지마다 중기관총을 거치한 특화점을 설치해 아군에게 막대한 화력을 투사했기 때문이다. 조선인민군의 특화점은 땅을 파고 직 경 20센티미터 두께의 통나무를 이용해 3층 높이로 벽과 지붕을 쌓아 만들었 기 때문에 수류탄은 물론 포격에도 쉽게 격파되지 않았다.

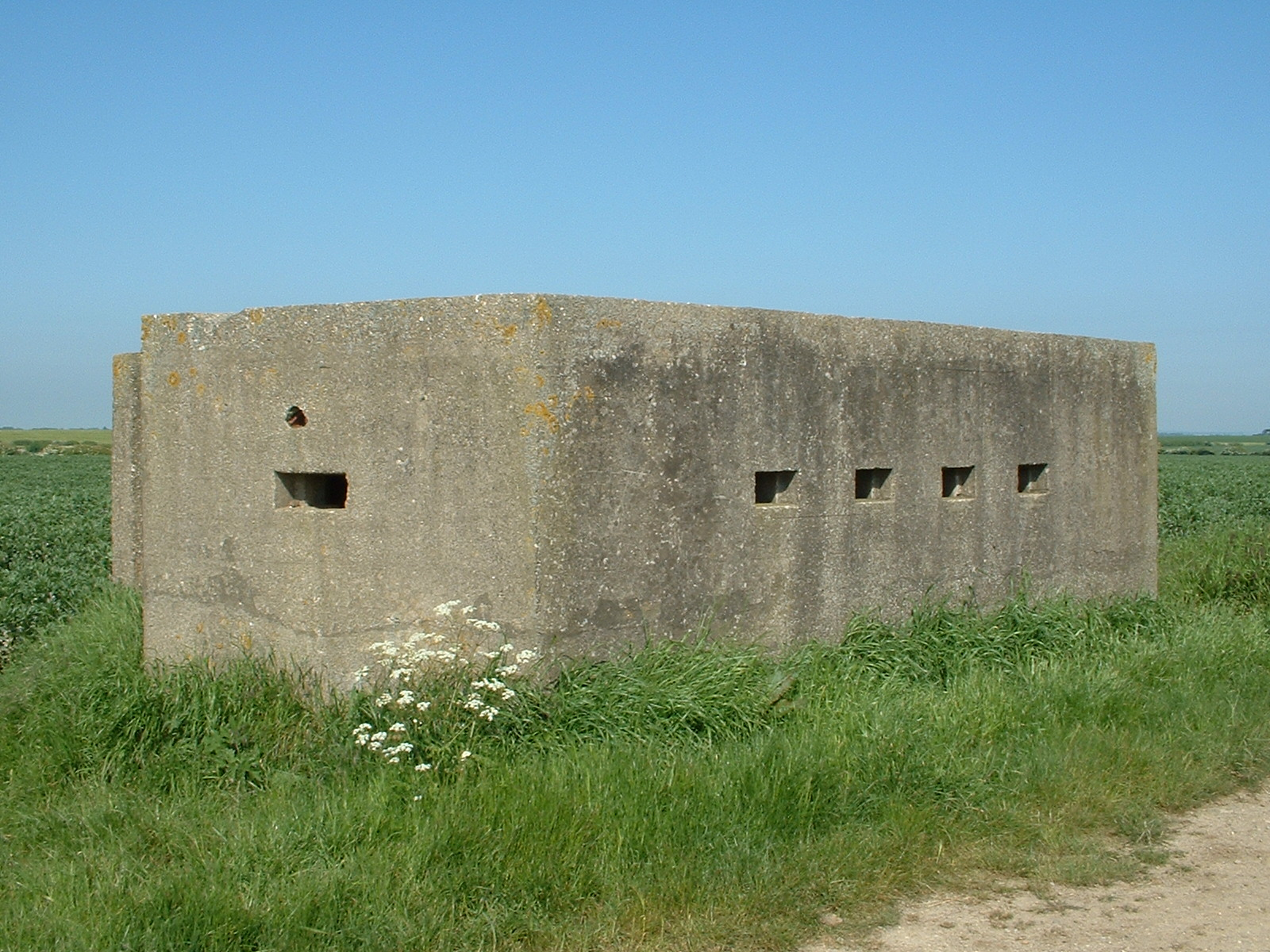
특화점

### 전개

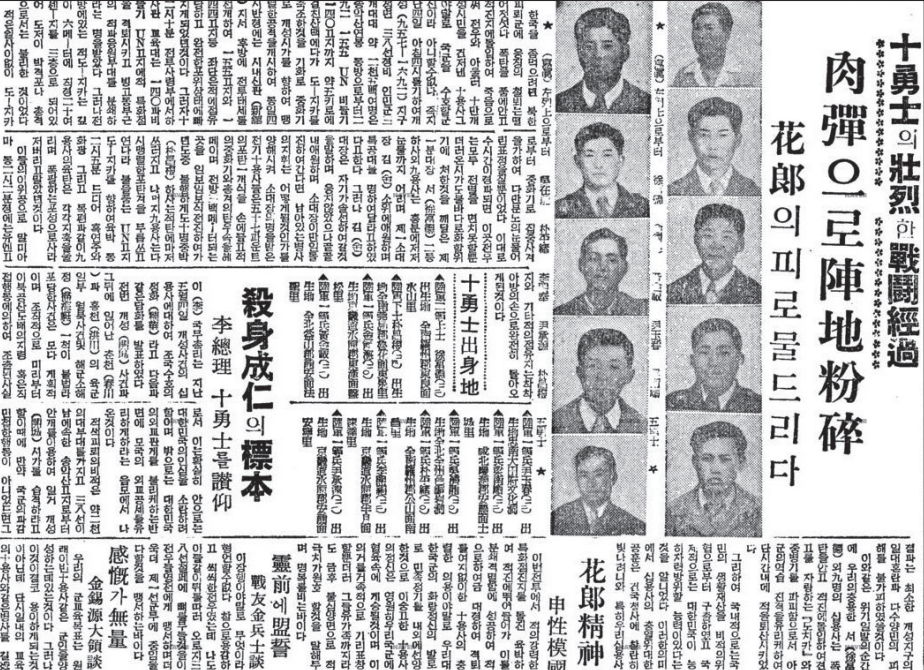
『동아일보』(1949년 5월 21일)에 보도된 육탄 10용사의 전공 내용

이러한 상황에서 연대는 새로운 타개책을 제시했다. 조선인민군의 특화점을 파괴하기 위해 하사관 교육대로 특공대를 구성해 투입할 것을 결정한 것이다. 특공대의 주요 임무는 강력한 폭약을 직접 손으로 운반해서 조선인민군의 특화점에 투척해 파괴하는 것이었다. 그러나 이러한 공격은 이미 아군에게 큰 피해를 입힌 바 있는 적 기관총에 바짝 다가가야만 가능했다. 또한 이들이 사용할 폭약인 6.8킬로그램 중량의 81밀리 박격포의 중(重)고폭탄은 곡사포탄에 맞먹는 강력한 폭발력을 가지고 있었다. 이러한 조건 탓에 특공대로 투입되면 살아 돌아오기를 기대하기 어려웠다. 그럼에도 첫 전투의 어려움을 경험한 하사관 교육대원들은 전황을 타개하기 위한 수단으로 특공대가 필요하다는 사실에 공감했고, 상당수가 임무를 자원했다. 그런데 바로 그즈음, 연대가 특공대를 조직하기도 전에 한 병사가 조선인민군의 특화점을 파괴하고 산화했다. 하사관 교육대 중화기소대의 분대장이었던 박창근(朴昌根) 하사였다. 그는 292고지 동북쪽의 특화점을 향해 돌격을 감행해 수류탄을 던져 파괴하고 목숨을 잃었다. 박창근 하사의 희생은 이날 오후 에 감행될 육탄 공격을 예고하는 전공이었다.
특공대로 자원한 대원들은 12시에 포병의 지원사격을 받으며 비둘기고지로 향했다. 그러나 조선인민군이 각 특화점에서 기관총으로 치열한 사격을 가했기 때문에 목표 지점으로의 접근이 용이하지 않았다. 각 대원들은 중앙에 위치한 지휘자 서부덕 이등상사를 필두로 각자 지정된 조선인민군의 특화점 300미터 지점까지 접근한 후 포복으로 이동하기 시작했다. 14시 정각, 특공대원들을 엄호하던 포격이 중단되자 대원들은 박격포탄을 들고 특화점을 향해 돌격했다. 고지 아래에서 대기하고 있던 하사관 교육대원들은 초조하게 결과를 기다렸다. 고지 곳곳에서 강력한 폭발음과 함께 돌과 나무 파편들이 공중으로 솟구쳤다. 그렇게 조선인민군의 특화점이 특공대원들의 희생으로 파괴되었다.
특공대의 공격으로 한나절 동안 교착된 송악산 탈환의 실마리가 풀리게 되었다. 특화점이 파괴되자, 하사관 교육대 병력이 즉시 돌격해 비둘기고지에 이어 292고지까지 무난히 탈환했다. 조선인민군은 292고지를 다시 빼앗기 위해 즉시 돌격을 감행했지만, 이미 승세를 탄 제11연대가 이들을 격퇴했다. 그 시각 신병 교육 중이던 제1대대의 나머지 병력이 개성에 복귀해 다음 날까지 계속된 292고지 공방전에 가세했다. 조선인민군은 결국 6일을 끝으로 송악산에 대한 점령 시도를 포기했다. 결과적으로 5월 4일 ‘육탄 10용사’의 일격이 개성의 방어태세를 회복하는 전기가 되었던 것이다.

### 이후상황

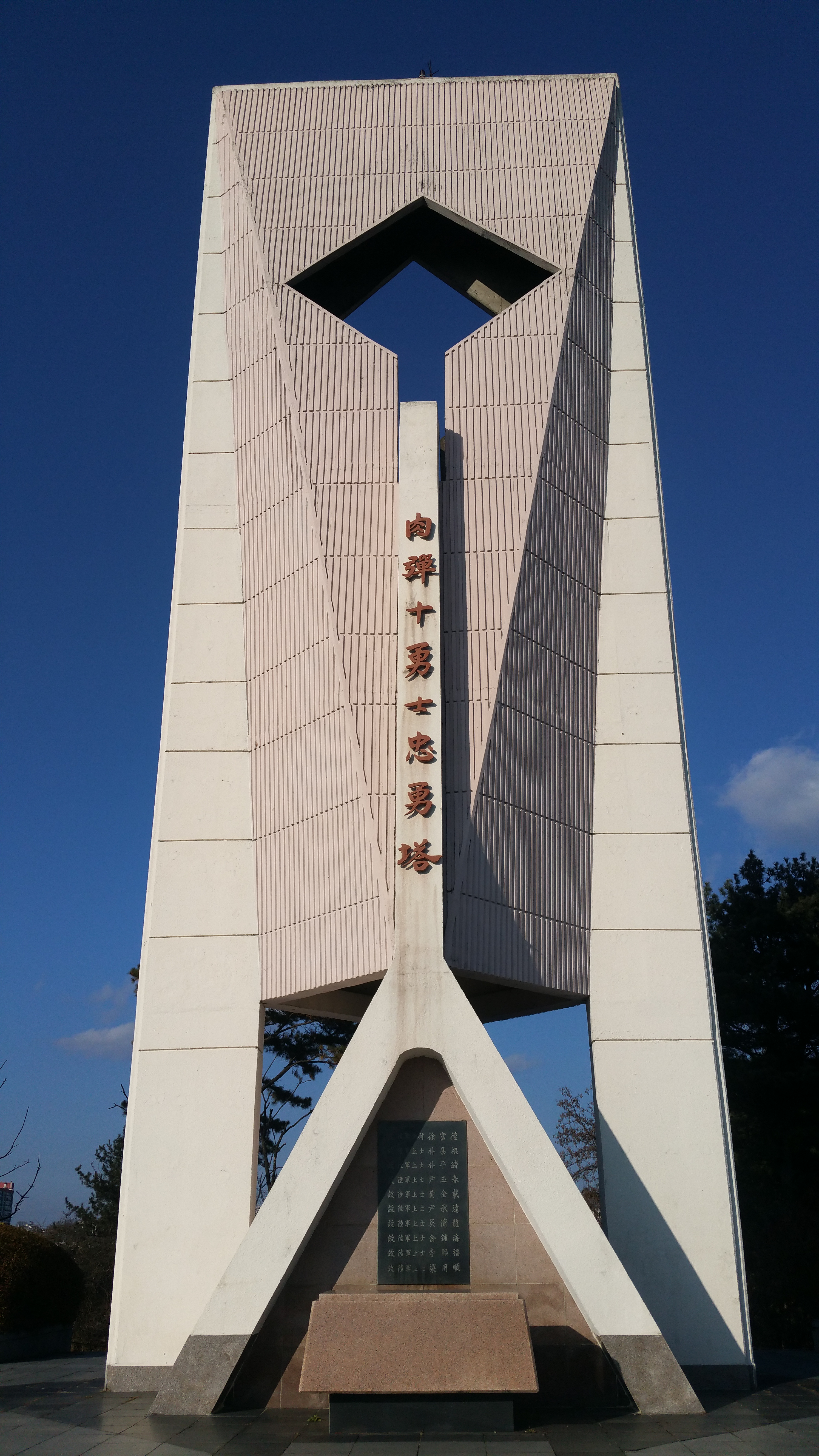
육탄십용사충용탑

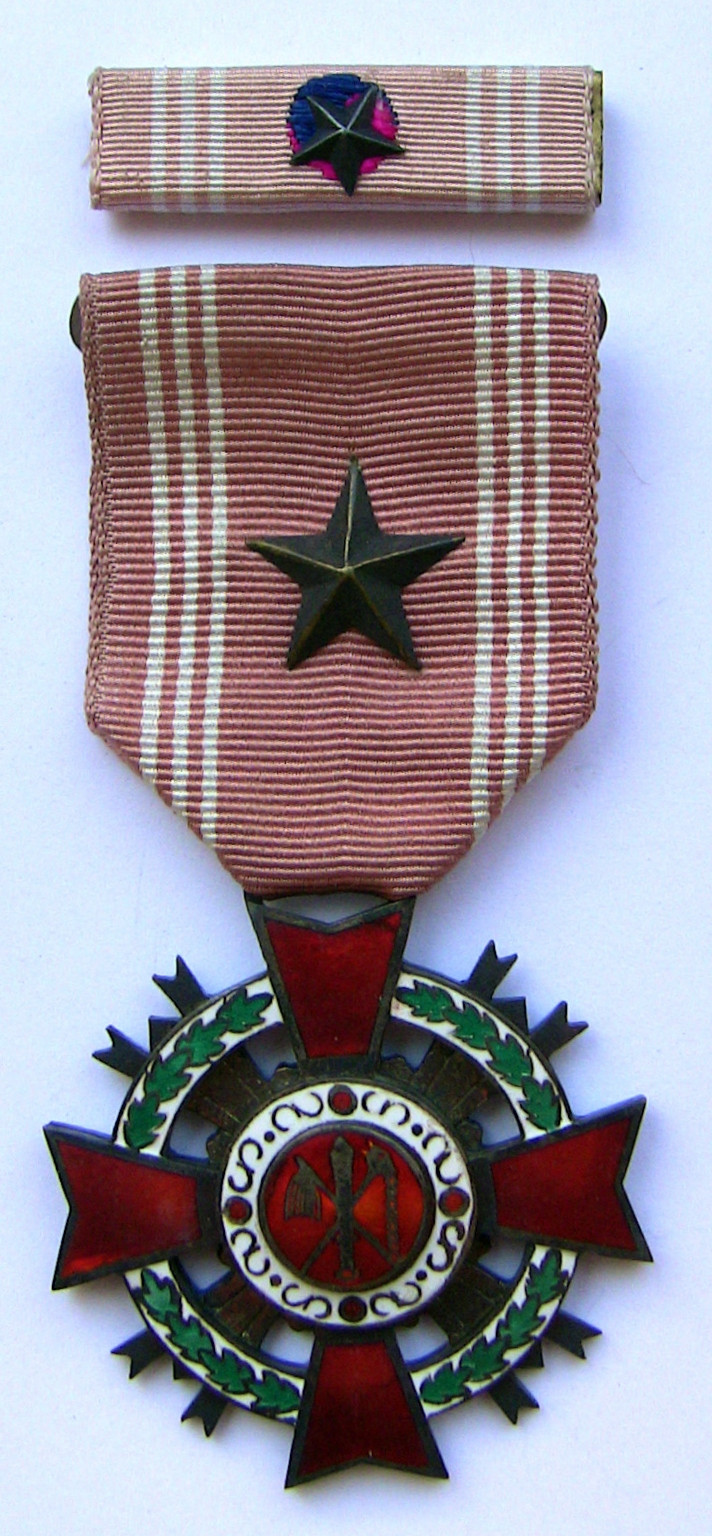
을지무공훈장

앞서 전사한 박창근 하사를 제외한 나머지 특공대원들은 격렬한 육탄 공격으로 인해 끝내 유해조차 수습하지 못했다. 특공 대원 9명의 지휘관이었던 하사관 교육대장 김영직 대위와 제1소대장 김성훈 소위 역시 같은 날, 같은 고지에서 전사했다. 아군은 송악산 전투에서 육탄 10용 사를 포함해 39명이 전사하는 피해를 입었다. 이범석 국무총리는 송악산 전투 직후 담화를 통해 육탄 10용사의 의의를 다음과 같이 평가했다.
“적색괴뢰의 비적은 약 2,000의 대부대를 가지고 38선 이남에 속한 송악산 고지로부터 안개를 이용해 일거 개성 시가를 습격하려고 할 때 만약 국군의 과 감 민첩한 행동이 아니었다면 그 결과는 최소한 개성지구의 일대 혼란과 다수 양민의 피해가 불가피했을 것이다. … 그리하여 국내적으로는 국민의 생활 재 산을 비적의 위협으로부터 구출했고, 국제적으로는 대한민국이 능히 자력 방 위할 능력이 있다는 것을 알렸다. 특히 우리 10용사는 명령에 의한 결사대가 아니오, 전술상 필요를 통감하고 자진해 살신성인한 것이니 그들의 충용한 행 동이야말로 국군의 모범이며 조국 수호의 정화라고 할 것이오, 세계만방에 자 랑하여 대한 남아의 기백을 선양해야 할 것이다.”

육탄 10용사는 전몰자 추모의 중요성이 사회적으로 널리 확산되는 계기가 되었다는 점에서도 큰 의의가 있다. 1949년 5월 28일 창덕궁 돈화문 앞에서는 이들의 장례식이 사단장(師團葬)으로 엄수되었고, 8월에는 서울 부민관(현 서울시의회 건물)에서 이들을 소재로 한 연극이 상연되었다. 국민들의 관심과 위 로를 한데 모으는 전몰자 추모 행사의 전형이 마련된 것이다. 한편 국회에서도 6월 6일 제3회 제13차 본회의를 통해 이들에 대한 감사 결의안을 통과시켜 감사와 추모의 뜻을 표했다. 육탄 10용사에게는 6월 28일자로 추서 진급이 이루어져 서부덕 이등상사는 소위로, 나머지 9명은 일등상사로 특진되었다. 또한 1950년 12월 31일 이들 전원에게 을지무공훈장이 추서되었다. 이들을 기념하는 현충 시설로는 1955년에 세워진 국립서울현충원 내의 ‘육탄 10용사 현충비’, 1980년에 세워진 파주읍 통일공원 내의 ‘육탄 10용사 충용탑’ 등이 있다. 또한 당시 하사관 교육대의 역할을 계승한 육군부사관학교는 2001년에 ‘육탄 10용사상’을 제정해 매년 5월 전투 직위에 근무하는 모범적인 부사관에게 수여하고 있다.

## 군가
육탄 10용사를 기리는 이영순 작사, 박시춘 작곡의 '육탄 10용사' 군가가 있다.
<1절>
비둘기 고지에는 초목도 운다
적탄이 비 오던 날 아군의 용전
들었나 포연 속에 적군의 얼굴
서상사는 원합니다 특별공격을
부대장을 울려주던 애원의 소리
장하다 우리용사 아~ 십용사
<2절>
유엔 고지에는 적구도 운다
토치카 파괴하던 십삼시 이십분
붉고 검은 얼굴위에 방긋 웃었소
내 한 젊은 장한다짐 최후의 부탁
지축을 흔드는 폭발의 소리
장하다 우리용사 아~ 십용사

## 이달의 호국 인물 선정
- 2002년 5월
- 2012년 5월

## 논란
당시 13연대장이었던 김익렬 대령이 1964년 5월 4일 전 국방부장관인 박병권 장군의 자택에서 했던 증언에 따르면 육탄대원 10명은 박격포탄을 짊어진채 모조리 적의 포로가 되었다고 하였다.

## 같이 보기
- 송악산 5·4 전투
- 을지무공훈장
- 특공대작전
- 최경록
- 10용사로

## 참고 문헌
- 국방부 전사편찬위원회, 『한국전쟁사 1: 해방과 건군』, 1967.
- 국방부 정훈국, 『호국의 별(제6집)』, 국방홍보관리소, 1982.
- 보병 제1사단, 『전진역사』, 1966.
- 양영조, 『한국전쟁 이전 38도선 충돌』, 국방군사연구소, 1999.
- 이원복, 『호국용사 100선』, 명성출판사, 1976.
- 6.25전쟁 참전자 증언록 1:북한의 남침과 서전기 2003
- 국방부 군사편찬연구소, 『6·25전쟁사 1: 전쟁의 배경과 원인』, 2004.
- 정병준, 『한국전쟁: 38선 충돌과 전쟁의 형성』, 돌베개, 2006.
- 고한빈, 호국인물총서 '6.25전쟁 개전의 순간', 전쟁기념관, 2021